# Włodzisław (książę Lędzian)
Włodzisław, Władysław (zm. po 944/945) – książę lędziański.

## Życiorys
Jako władca plemienia Lędzian był trybutariuszem Rusi Kijowskiej, co potwierdzają między innymi badania archeologiczne i świadectwo Konstantyna Porfirogenety. W latach 944/945 książę miał wysłać swego posła Uleba do Konstantynopola, gdzie miały się odbyć rokowania na temat pokoju księcia kijowskiego Igora z cesarzami bizantyjskimi Romanem I Lekapenem i Konstantynem VII Porfirogenetą, o czym zaświadcza Kronika Nestora.